# Hadjina grisea
Hadjina grisea är en fjärilsart som beskrevs av George Francis Hampson 1891. Hadjina grisea ingår i släktet Hadjina och familjen nattflyn. Inga underarter finns listade i Catalogue of Life.